# Lišane Tinjske
Lišane Tinjske – wieś w Chorwacji, w żupanii zadarskiej, w mieście Benkovac. W 2011 roku liczyła 97 mieszkańców.